# Alizade
Ася Ализаде (род. 28 октября 2000; Нахичевань, Азербайджан), наиболее известная под сценическим псевдонимом Alizade (стилизовано как Ализаде) — российская и турецкая рэп- и хип-хоп исполнительница азербайджанского происхождения. .

## Биография
Родилась 28 октября 2000 года в городе Нахичевань. С 11 лет переехала вместе с родителями в Москву.
Интерес к музыке появился в детстве и именно по этой причине Ализаде пошла учиться в музыкальную школу. Поступив позже в Московский гуманитарный университет, Ася не оставила музыкальную деятельность и продолжила исполнять песни на студенческих мероприятиях. В музыкальной сфере о девушке узнали в 2019 году, после того, как она выпустила коллаборацию с Big Baby Tape под названием Gucci, попав во многие музыкальные чарты. Также, девушка получила популярность после появления на YouTube канале Fast Food Music. Нарезки с этого видео стали вирусными и породили мемы.
После начала российского вооружённого вторжения на Украину бизнес, в котором Ализаде участвовала, ушёл из России, в связи с чем она перебралась в Стамбул, где вступила в лейбл New wave и начала исполнять рэп-композиции на турецком языке. Видеоклипы на YouTube стали набирать многочисленные просмотры, а треки на музыкальных площадках прослушивались миллионами раз. Главный трек в карьере Alizade собрал более 100 миллионов прослушиваний на платформе Spotify за год.

## Задержание в Турции
В мае 2023 года исполнительницу задержали в Турции за пропаганду наркотических веществ в своих музыкальных клипах. Её освободили после дачи показаний. После этого случая Асю Ализаде доставили в центр депортации, предположительно, для выдворения из страны.

## Дискография
- 2020 — Molly Mo Music (EP)[26][27][28]
- 2023 — LATIN VIRGIN (полноценный альбом)[29]